# 中間狗母魚
中間狗母魚，為輻鰭魚綱仙女魚目合齒魚亞目合齒魚科的其中一種，分布於西大西洋區，從美國北卡羅萊納州至巴西圣卡塔琳娜州海域，棲息深度3-320公尺，體長可達46公分，為底棲性魚類，生活在沙石底質海域，屬肉食性，生活習性不明，可做為食用魚及觀賞魚。